# Municipio de Emmet (Nebraska)
El municipio de Emmet (en inglés: Emmet Township) es un municipio ubicado en el condado de Holt en el estado estadounidense de Nebraska. En el año 2010 tenía una población de 143 habitantes y una densidad poblacional de 0,78 personas por km².

## Geografía
El municipio de Emmet se encuentra ubicado en las coordenadas 42°26′49″N 98°50′15″O / 42.44694, -98.83750. Según la Oficina del Censo de los Estados Unidos, el municipio tiene una superficie total de 184.36 km², de la cual 184,21 km² corresponden a tierra firme y (0,08 %) 0,15 km² es agua.

## Demografía
Según el censo de 2010, había 143 personas residiendo en el municipio de Emmet. La densidad de población era de 0,78 hab./km². De los 143 habitantes, el municipio de Emmet estaba compuesto por el 99,3 % blancos y el 0,7 % eran de una mezcla de razas. Del total de la población el 0 % eran hispanos o latinos de cualquier raza.